# Đại dịch COVID-19 tại Wallis và Futuna
Bài viết này ghi lại các tác động của đại dịch COVID-19 ở Wallis và Futuna, và có thể không bao gồm tất cả các phản ứng và biện pháp chính hiện đại.

## Dòng thời gian
Vào ngày 16 tháng 10, Wallis và Futuna đã xác nhận trường hợp COVID-19 đầu tiên của vùng lãnh thổ này.
Tính đến ngày 30 tháng 11 năm 2023, Wallis và Futuna ghi nhận 3,550 trường hợp mắc COVID-19 và 8 trường hợp tử vong.